# Žebro (architektura)

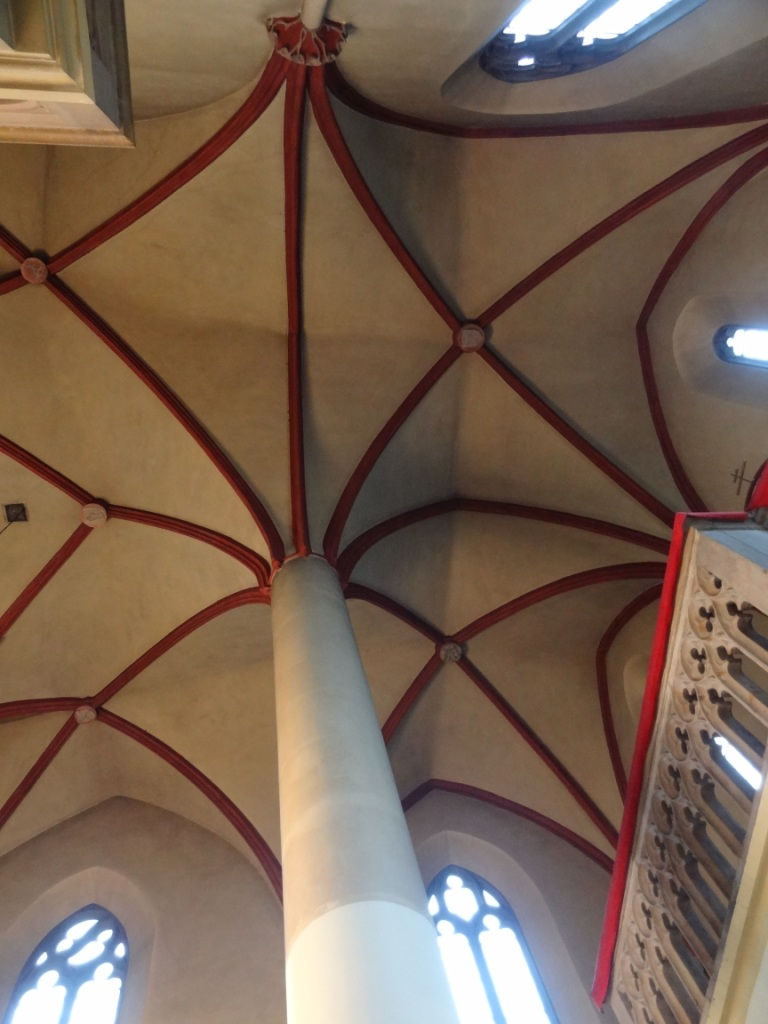
Žebra přenášející váhu klenby na pilíř (bez přípor)

Žebro je kamenný architektonický prvek, oblouk, který nese váhu žebrové klenby. Použití žeber jako nosníků umožnilo váhu klenby přenést na pilíře místo na zeď, jak je tomu například u valené klenby. Použití žeber je typické pro gotickou architekturu a v případě katedrál umožnilo spolu s opěrným systémem prakticky nahradit zdi monumentálními okny s vitrážemi.

## Charakteristika
Klenební pole jednoduché křížové klenby tvoří například čtyři pilíře uspořádané do čtverce (obdélníku), které nesou dva úhlopříčné žebrové oblouky, které se ve vrcholu klenby kříží (ve svorníku). Po stranách klenební pole doplňují meziklenební žebra nebo pasy, přízední žebro či oblouk arkády. Na patu klenebního žebra obvykle navazuje svislá přípora. Na tuto nosnou obloukovou kostru je pak vyzděna výplň klenby, která je viditelná jako plochy mezi žebry, které se  nazývají kápě či prsa klenby. 

## Historie
S tesanými kamennými žebry se setkáváme v Evropě již v románské architektuře, v období gotiky dostávají jemnější a bohatší profil a jsou také výraznější. V rané a vrcholné gotice má žebro ještě nosnou funkci. V průběhu pozdní gotiky na přechodu k renesanci tuto funkci ztrácí a začíná dominovat funkce ozdobná. Postupně jsou přidávána žebra s ozdobnou funkcí, která nemají technický účel (např. Vladislavský sál), někdy se dokonce „odlepují“ od stropu a visí do prostoru (kostel v Mostě). Později se již modelují vystouplá žebra jen jako ozdoba. Zajímavé dekorační užití mají žebra v barokní gotice Jana Santiniho Aichla (např. Kaple Všech svatých v Sedlci u Kutné Hory, kostel svatého Jana Nepomuckého ve Žďáru nad Sázavou).